# Seznam ameriških literarnih kritikov
Seznam ameriških literarnih kritikov.

## A
M. H. Abrams - 

## B
Harold Bloom - Stephen Booth - Sterling Allen Brown - Anatole Broyard - 

## C
Louise Chandler Moulton - 

## D
Bram Dijkstra - 

## H
Geoffrey Hartman - Hayden Carruth - E. D. Hirsch mlajši - 

## K
Murray Krieger - 

## L
Frank Lentricchia - Harry Levin - R. W. B. Lewis - Arthur O. Lovejoy - John Livingston Lowes - 

## O
Stephen Orgel - 

## S
Marc Shell - George Steiner

## V
Helen Vendler - 

## W
Edwin Percy Whipple - 